# Litteraturåret 2022
Denna artikel sammanställer viktiga litterära händelser under 2022.

## Årets händelser
- 22–25 september – Bokmässan i Göteborg hade Sydafrika som temaland efter flera års uppskjutande.[1] Även Ukraina lades till som temaland efter Rysslands invasion av landet.[2]
- Monica Nagler och Gerald Nagler instiftar Nagler-priset för översatt litteratur i samarbete med Svenska PEN.[3]

## Priser och utmärkelser
- Aftonbladets litteraturpris: Ia Genberg
- Augustpriset
  - Skönlitterär bok: Ia Genberg Detaljerna (Weyler förlag)[4]
  - Fackbok: Nina van den Brink Jag har torkat nog många golv (Norstedts)[4]
  - Barn- och ungdomsbok: Ellen Strömberg "Vi ska ju bara cykla förbi (Rabén & Sjögren och Schildts & Söderströms)[4]

- Ivar Lo-priset: Bernt-Olov Andersson
- Litteraturpriset till Astrid Lindgrens minne (ALMA-priset): Eva Lindström[5]
- Nobelpriset i litteratur: Annie Ernaux[6]

## Årets böcker

### Skönlitteratur

#### Romaner/noveller
- Koryféerna av Lena Andersson (Polaris)
- Ixelles av Johannes Anyuru (Norstedts)
- Detaljerna av Ia Genberg (Weyler)
- Profeten och idioten av Jonas Jonasson (Polaris)
- Spindeln av Lars Kepler (Albert Bonniers förlag)
- Gökungen av Camilla Läckberg (Forum)
- I dina händer av Malin Persson Giolito (Wahlström & Widstrand)
- Malma station av Alex Schulman (Albert Bonniers förlag)
- Havsörnens skrik (Millennium, del 7) av Karin Smirnoff (Polaris)
- Djävulsgreppet av Lina Wolff (Albert Bonniers förlag)

#### Lyrik
- Alla mina dagar av Gerda Antti (Albert Bonniers förlag)
- Åsnans år av Athena Farrokhzad (Albert Bonniers förlag)
- "Inte alls dåligt" efterlämnade dikter av Kristina Lugn (Albert Bonniers förlag)
- För vem talar jag framtidens språk av Göran Sonnevi (Albert Bonniers förlag)
- Dröm, baby, dröm av Jenny Tunedal (Wahlström & Widstrand)

#### Drama
- Kung Mor av Jenny Tunedal & Christina Ouzounidis (Modernista)

### Sakprosa
- Europas mödrar: de senaste 43 000 åren av Karin Bojs (Albert Bonniers förlag)
- Girig-Sverige: så blev folkhemmet ett paradis för de superrika av Andreas Cervenka (Natur & Kultur)
- Det fallna imperiet: Ryssland och väst under Vladimir Putin av Martin Kragh (Fri tanke)
- Svart historia av Amat Levin (Natur & Kultur)
- Ut ur min kropp av Sara Meidell (Norstedts)
- Den lodande människan: havet, djupet och nyfikenheten (essäer) av Patrik Svensson (Albert Bonniers förlag)

#### Biografi/självbiografi
- "Jag har torkat nog många golv" en biografi om Maja Ekelöf av Nina van den Brink (Norstedts)

## Avlidna
- 2 juni – Agneta Klingspor, 76, svensk författare.[7]
- 26 juli – Inger Alfvén, 82, svensk författare.[8]
- 18 september – Kjell Espmark, 92, svensk författare och litteraturvetare, ledamot av Svenska Akademien.[9]
- 22 september – Hilary Mantel, 70, brittisk författare.[10]